# Nina Noel Weiß
Nina Noel Weiß (* 1988 in Hamburg) ist eine deutsche Laiendarstellerin und Influencerin.

## Leben
Weiß wuchs in einem Dorf auf. Sie spricht Deutsch, Englisch und Spanisch. Seit ihrem zwölften Lebensjahr ernährt sie sich vegetarisch. Sie wurde nicht zum Abitur zugelassen, stattdessen beendete sie die Schule mit der fachgebundenen Hochschulreife. Später studierte sie Betriebswirtschaftslehre.
Vom 23. März 2015 bis zum 10. Juli 2015 war sie in der Nebenrolle „Kira Siebert“ bei Köln 50667 zu sehen.
In der Seifenoper Krass Schule – Die jungen Lehrer verkörperte sie vom 1. Oktober 2018 bis zum 7. Mai 2019 die Lehrerin Daniela Zieske. In dieser Rolle unterrichtete Weiß Biologie und Kunst an der fiktiven Erich-Felbert-Gesamtschule und wurde von den Schülern zumeist als streng wahrgenommen. Sie gehörte zu den Hauptcharakteren der Serie.
Nebenbei wirkt sie in Werbespots mit.
Weiß hat zwei Söhne und eine Tochter (* 2019, * 2021 und * 2023). 2021 wanderte sie mit ihrem Freund und den Söhnen nach Dubai aus.

## Filmografie
- 2015: Köln 50667 (Fernsehserie)
- 2016: Anwälte im Einsatz (Fernsehserie, Episodenrolle)
- 2018: Schicksale – und plötzlich ist alles anders (Fernsehserie, Episodenrolle)
- 2018–2019: Krass Schule – Die jungen Lehrer (Fernsehserie)